# Rochelia retorta
Rochelia retorta är en strävbladig växtart som först beskrevs av Pallas, och fick sitt nu gällande namn av Vladimir Ippolitovich Lipsky. Rochelia retorta ingår i släktet Rochelia och familjen strävbladiga växter. Inga underarter finns listade i Catalogue of Life.